# Pokémon Uranium
Pokémon Uranium é um jogo eletrônico feito por fãs da série Pokémon. O jogo ficou em desenvolvimento por nove anos. O jogo adiciona 150 novas espécies de Pokémon feitas por fãs, juntamente com uma nova região. Semelhante aos jogos oficiais, Uranium contém trocas e batalhas online. Em agosto de 2016, após o jogo atingir a marca de um milhão e meio de downloads, os links de download para Pokémon Uranium foram retirados do site oficial, pois os desenvolvedores queriam "respeitar os desejos da Nintendo", depois de receberem várias cartas de notificação de retirada de conteúdo sob as leis de DMCA enviadas por advogados representantes da Nintendo. No mês seguinte, os desenvolvedores anunciaram oficialmente o término do desenvolvimento do jogo tirando o site do ar e desligando os servidores. Após o anúncio, os membros da comunidade criaram um novo site e continuaram a desenvolver patches para o jogo base, incluindo correções de bugs e novos recursos.

## Jogabilidade e enredo
Em Pokémon Uranium, o jogador navega pela região de Tandor e pode encontra mais de 190 Pokémon ao longo de suas viagens. A história segue um jovem herói que percorre a região coletando um total de oito insígnias de ginásios Pokémon e que, eventualmente, derrota a Liga Pokémon tornando-se o campeão da Liga Pokémon. O protagonista escolhe um Pokémon inicial fornecido pelo Professor Bamb'o, e parte em sua jornada. Logo no início do jogo, a mãe do jogador falece após uma explosão nuclear em uma usina de energia, e o seu pai adquire uma personalidade fria e distante enquanto tenta focar em seu trabalho para evitar lidar com sua dor, o que levou-o a deixar a criança com sua tia. Ao longo do jogo, o jogador tem motivos para suspeitar que acontecimentos estranhos acontecem ao redor deles, e um Pokémon severamente irradiado aparece na região, ameaçando destruir tudo que ver pela frente.
As conexões online para outras cópias de um jogo Pokémon são um aspecto que retorna dos jogos da série oficial ao Pokémon Uranium. A Estação de Trocas Globais, também conhecida como GTS (sigla em inglês), também existe no jogo, permitindo que os jogadores negociem Pokémons anonimamente com qualquer outro jogador.

## Recepção
O jogo foi nomeado para a premiação de Jogo do Ano de 2016 na categoria de "Melhor Criação de Fã", mas acabou sendo removido da página de nomeação sem aviso prévio, em conjunto a remoção de AM2R, outro jogo feito por fãs da franquia Metroid. Alissa McAloon, da Gamasutra, especulou que era devido à posição da Nintendo no uso não autorizado de suas propriedades intelectuais.